# Monster on a Leash
Monster on a Leash er et musikalbum fra 1991 af soul/funk-bandet Tower of Power. Albummet indeholder 12 numre.

## Spor
1. "Little Knowledge (Is A Dangerous Thing)"
2. "How Could This Happen To Me"
3. "Who Do You Think You Are"
4. "Attitude Dance"
5. "You Can't Fall Up (You Just Fall Down)"
6. "Funk The Dumb Stuff"
7. "Believe It"
8. "Personal Possessions"
9. "Miss Trouble (Got a Lot of Nerve)"
10. "Keep Your Monster on a Leash"
11. "Someone New"
12. "Mr. Toad's Wild Ride"